# Khanato di Erivan
Il khanato di Erivan (in persiano خانات ایروان‎, Xānāt-e Iravān; in armeno Երևանի խանություն?, Yerevani khanutyun), conosciuto anche come Chokhur-e Sa'd, è stato un'entità amministrativa, in particolare un khanato, istituito nel diciottesimo secolo dalla dinastia degli Afsharidi, al tempo al potere in Iran. Il khanato copriva una superficie di circa 19.500 km2, in un territorio che corrisponde a quello dell'odierna Armenia centrale, delle provincie di Iğdır e Kars e del distretto di Kağızman, in Turchia, e dei distretti di Şərur e di Sədərək, appartenenti alla Repubblica Autonoma di Naxçıvan, in Azerbaigian.
La capitale provinciale, Erivan (l'antico nome di Erevan), era il centro delle difese iraniane nel Caucaso durante le guerre russo-persiane combattute nel diciannovesimo secolo. Come risultato della sconfitta dell'Iran nell'ultima di queste guerre, la guerra russo-persiana infuriata dal 1826 al 1828, nonostante fosse in quel periodo governata da Hosein Qoli, uno degli uomini più abili dello scià iraniano, Erevan fu occupata dalle truppe russe nel 1827 e ceduta all'impero russo nel 1828 in accordo con il Trattato di Turkmenchay. Subito dopo, i territori del khanato furono fusi con quelli del khanato del Naxçıvan per formare l'oblast' armeno dell'impero russo.

## Storia

### Amministrazione
Durante il dominio iraniano, gli scià nominavano diversi governatori per presidiare i loro diversi domini, creando quindi diversi centri amministrativi. Tali governatori prendevano solitamente il titolo di "khan" o di "beglarbegi", così come il titolo di "serdar". Prima dell'istituzione del khanato, con la dinastia Safavide al potere, per governare la stessa aerea, gli iraniani avevano istituito la Provincia di Erivan, conosciuta anche come Chokhur-e Sa'd. Con quest'ultimo nome erano state indicate, al tempo, sia la provincia dell'era Safavide, che le entità amministrative delle epoche della dinastia Zand e della dinastia Qajar.
Durante l'epoca Qajar, fino all'occupazione russa del khanato di Erivan, nel 1828, i membri della famiglia reale erano nominati governatori del khanato, in questo modo capi di governi provinciali erano sempre direttamente legati alla dinastia regnante. Amministrativamente, il khanato era diviso in quindici distretti amministrativi chiamati mahalle, in cui la lingua ufficiale era il persiano e in cui la burocrazia locale era modellata su quella del governo centrale, situato a Teheran, con il potere diviso tra i gruppi tribali e i gruppi residenti.
Assieme al khanato del Naxçıvan, l'area faceva parte dell'Armenia Iraniana, conosciuta anche come Armenia Persiana, di cui costituiva il nucleo centrale. Le altre parti dell'Armenia storica posta sotto il controllo dell'Iran erano parte del khanato del Karabakh, del khanato di Gäncä e del regno di Cartalia-Cachezia.

### Eventi e cessione alla Russia
Nadir Shah organizzò la regione in quattro khanati: i già citati khanati di Erivan, di Naxçıvan, di Karabakh e di Gäncä. A seguito della sua morte, avvenuta nel 1747, il territorio divenne parte dei domini della dinastia Zand, alla fine della quale il tutto passò alla dinastia iraniana dei Qajar, sotto il dominio della quale si ritiene che il khanato di Erivan abbia vissuto la sua epoca d'oro. Dopo che l'impero russo concluse l'annessione del regno di Cartalia-Cachezia e diede inizio alla guerra russo-persiana che si protrasse dal 1804 al 1813, il khanato di Erivan divenne un punto centrale delle difese iraniane del Caucaso.
Nel 1804, il generale russo Pavel Tsitsianov attaccò Erivan, ma l'esercito iraniano, al comando del principe della corona Abbas Mirza, difese i propri territori con successo. Nel 1807, il governo centrale iraniano di re Fath-Ali Shah Qajar (che regnò dal 1797 al 1834) nominò Hossein Khan Sardar nuovo governatore (ossia khan) di Erivan, conferendogli anche il grado di comandante in capo (ossia sardar) delle forze militari iraniane a nord del fiume Aras. Hossein Khan Sardar si rivelò una delle figure più importanti nel governo di Fath-Ali Shah Qajar. Amministratore capace, il suo lungo governo è considerato essere stato un'era di prosperità durante il quale il khanato divenne in effetti una provincia modello. La sua burocrazia, modellata, come detto, su quella del governo centrale, si dimostrò molto efficiente e ripristinò la fiducia degli armeni nei regnanti iraniani.
Nel 1808 i russi, questa volta al comando del generale Ivan Gudovich, attaccarono nuovamente la città ma anche questa volta furono respinti. Nel 1813, con la firma del trattato di Gulistan, la guerra russo-persiana iniziata nel 1804 finì vedendo l'Iran perdere la gran parte dei propri territori che possedeva nel Caucaso. Di conseguenza, Erivan e Tabriz divennero per l'Iran i principali luoghi da cui portare avanti gli sforzi per poter riconquistare i territori persi in favore della Russia.
Circa un decennio dopo, in violazione del trattato di Gulistan, i russi invasero nuovamente il khanato di Erivan, occupando la riva settentrionale del lago Gokcha nel 1825, un'azione provocatoria orchestrata dal generale Aleksej Petrovič Ermolov, il quale aveva chiaramente l'intenzione di conquistare tutti i khanati ancora sotto dominio iraniano, stabilendo il nuovo confine dell'impero nel fiume Aras. Ciò portò a nuova apertura delle ostilità e allo scoppio della guerra russo-persiana che durٍ dal 1826 al 1828. Nelle prime fasi della guerra, gli iraniani riuscirono a conquistare molti dei territori ceduti con il trattato del 1813, tuttavia l'offensiva russa del 1827, il cui successo è da attribuire all'artiglieria russa, riuscì a sconfiggere le truppe avversarie presso le fortezze di Abbasabad, Sardarabad e di Erivan, e dopo la caduta di quest'ultima, la città di Erivan fu presa il 2 ottobre 1827. Nel febbraio 1828, l'Iran fu quindi costretto a firmare il trattato di Turkmenchay, con il quale gli iraniani cedettero il khanato, così come tutti gli altri territori a nord del fiume Aras, ai russi. 
Più di recente, dopo la dissoluzione dell'Unione Sovietica, il fiume Aras divenne il confine tra l'Iran e la repubblica armena.

## Capitale provinciale
All'epoca la città di Erivan aveva un'estensione di circa due chilometri quadrati, che arrivavano a diciotto se si considerava anche le periferie. La stessa città aveva poi tre mahalle, più di 1.700 case, 850 negozi, almeno dieci moschee, sette chiese, dieci terme, sette caravanserragli, cinque piazze e due bazar e, durante il governo di Hossein Khan, le sue fortificazioni erano ritenute essere le più resistenti del paese. La sua enorme fortezza, situata su un rilievo e circondata da spesse mura, nonché difesa da fossati e cannoni, aiutò più di una volta la città a evitare la conquista da parte dei russi. Delle due più importanti moschee cittadine, una fu costruita nel 1687 durante il regno della dinastia Safavide, mentre l'altra, conosciuta come "moschea Blu", fu costruita nel diciottesimo secolo dopo la costituzione del khanato ed è considerata una delle principali testimonianze architettoniche di quel periodo. Proprio vicino a una delle moschee era situata la residenza del khan.
Durante il governo di Hossein Khan la popolazione di Erivan crebbe costantemente. Prima della conquista russa, il numero di abitanti della città arrivava a 20.000 persone, mentre nel 1897, a settant'anni dall'inizio del dominio russo, la popolazione di Erivan si era ridotta a 14.000 unità. Le ragioni di tale spopolamento furono la grande migrazione della popolazione musulmana verso l'Iran, le alte tasse, la crescita di Tiflis e di Baku come centri commerciali della regione e, naturalmente, la fine dell'importanza strategica di Erivan.

## Demografia
Secondo l'articolo III del trattato di Turkmenchay, gli iraniani avrebbero dovuto consegnare ai russi i rapporti fiscali dei territori caucasici persi. Tuttavia tali rapporti rappresentavano solamente le famiglie che vivevano in questi territori, così come le quote fiscali da esse dovute, e non erano quindi un conteggio del tutto preciso delle persone presenti in queste province.
Di conseguenza, i russi condussero immediatamente un conteggio della popolazione del khanato di Erivan, sotto di loro ribattezzato "oblast' armeno". La squadra che portò a termine il censimento, comandata da Ivan Chopin, è considerata quindi l'artefice dell'unica fonte accurata per ogni analisi demografica ed etnica che si voglia fare sulla popolazione dei territori nel periodo immediatamente precedente e successivo alla conquista russa.
La maggioranza assoluta della popolazione dell'Armenia Iraniana, circa l'80%, era composta da mussulmani (persiani, gruppi turchi e curdi), mentre il restante 20% era costituito da armeni cristiani. Una certa parte, seppure statisticamente non significativa, era costituita da georgiani, ebrei, circassiani, russi e da appartenenti ad altri popoli caucasici. Stando al censimento portato a termine da russi, il Kameral'noe Opisanie, la popolazione mussulmana residente o semi-residente ammontava a più di 74.000 individui. Tuttavia, va detto che questo numero non tiene conto dei mussulmani residenti o semi-residenti che lasciarono la regione immediatamente dopo la sconfitta iraniana. Tra questi, ad esempio, l'intera élite governante persiana e gli ufficiali dell'apparato militare, la maggior parte dei quali risiedeva nei centri amministrativi della regione. Il tutto, assieme ai soldati turchi e persiani morti nell'ultima guerra russo-persiana, arriverebbe ad un totale in circa 20.000 individui. Ciò fa quindi ritenere che la popolazione di mussulmani dell'Armenia Iraniana fosse, al tempo, di circa 94.000 persone.
Il totale della popolazione mussulmana, inclusi quindi anche i nomadi, del khanato di Erevan precedentemente alla conquista russa, arriverebbe invece a circa 110.000 unità.
| Gruppo etnico                       | Individui |
| ----------------------------------- | --------- |
| Armeni                              | 20.073    |
| Curdi                               | 25.237    |
| Elite/esercito persiano             | 10.000    |
| Turchi (residenti o semi-residenti) | 31.588    |
| Turchi (nomadi)                     | 23.222    |
| Totale                              | 110.120   |

Dopo che l'amministrazione russa prese il controllo dell'Armenia Iraniana, le proporzioni tra gruppi etnici cambiarono e così, per la prima volta dopo più di quattro secoli, gli armeni tornarono di nuovo a essere la maggioranza in una parte dell'Armenia storica. Dopo il 1828, circa 35.000 mussulmani dei quasi 100.000 lì presenti emigrarono dalla regione, mentre circa 57.000 armeni arrivarono dall'Iran e dalla Turchia. In seguito ad un tale spostamento di popoli, nel 1832, il numero di armeni eguagliò quello dei musulmani. Tuttavia, fu solo dopo la guerra di Crimea e la guerra russo-turca del 1877-1878 che ci fu un nuovo flusso di armeni turchi nella regione tale da far sì che quello armeno divenisse il gruppo etnico più numeroso nell'Armenia orientale. Ciononostante la città di Erevan rimase a maggioranza mussulmana fino al ventesimo secolo, raggiungendo la parità tra armeni e mussulmani azeri e persiani nei primi anni Novanta del diciannovesimo secolo.

### Persiani
I persiani costituivano la classe elitaria della regione, ed erano tutti parte della popolazione in essa residente. In questo specifico contesto, con il termine "persiani" si intende indicare la gerarchia governante del khanato, senza denotare necessariamente una composizione etnica del gruppo. Nell'élite "persiana" del khanato vi erano quindi persone sia persiane che turche facenti parte del seguito del governatore, dei corpi di ufficiali dell'esercito o di qualche ricca associazione di mercanti. Durante il regno persiano, l'élite persiana era una minoranza tra i mussulmani del khanato e, dopo la conquista russa, praticamente tutti gli appartenenti a tale classe elitaria sopravvissuti alla guerra migrarono in Iran. Quindi, nel suo rapporto del 1840 intitolato "Panoramica del dominio russo nel Trancaucaso", Ivan Chopin sottolinea come non ci fossero "persiani" nella provincia e come la popolazione mussulmana fosse composta da turchi e da curdi.

### Turchi
Quello dei turchi (a volte chiamati anche "turco-tartari") era il gruppo etnico più numeroso del khanato, ed era composto da tre tipi di popolazioni: sedentaria, semi-sedentaria e nomade. Così come accaduto per l'élite persiana, anche migliaia di turchi erano morti nella guerra contro i russi combattuta dal 1826 al 1828. I principali gruppi turchi residenti nel khanato erano i Bayat, i Kangarlu, gli Ayrumlu, gli Ak Koyunlu, i Qara Qoyunlu, i Qajar e i Karapapakh. Un gran numero di gruppi turchi, per un totale di circa 35.000 persone, era invece nomade e, così come per i curdi, alcuni di essi avevano luoghi precisi in cui si muovevano per trascorrere l'estate o l'inverno. I nomadi turchi risultavano utili alla classe dominante persiana per via delle loro capacità di allevatori e artigiani e per i cavalli che fornivano alla cavalleria militare, mentre i residenti turchi erano per lo più occupati nei lavori agricoli. Proprio per la loro natura, i gruppi turchi nomadi, che, con i curdi, occupavano circa metà del territorio del khanato per i loro armenti, erano dispersi in molti distretti, principalmente nelle zone centrali e settentrionali della regione. Spesso i vari gruppi, di cui i due più grandi erano i Karapapakh e gli Ayrumlu, erano rivali tra loro, ed esisteva anche un tradizionale senso di ostilità verso i curdi. Dopo il 1828, con l'aiuto di Abbas Mirza, la maggior parte dei gruppi nomadi fu ricollocata nell'Azerbaigian persiano.

### Curdi
Per quanto riguarda i curdi, il Kameral'noe Opisanie enumera più di 10.000 persone di diverse tribù, sottolineando che circa 15.000 erano emigrate dopo l'annessione russa. Il totale della popolazione curda del khanato precedente alla guerra dovrebbe quindi essere stato di circa 25.000 individui. I curdi erano nomadi per tradizione e, assieme ai gruppi nomadi turchi, verso i quali provavano una tradizionale ostilità, utilizzavano circa metà del territorio del khanato come pascolo per le proprie greggi. La popolazione curda era inoltre formata da tre diversi tipi di credenti, i sunniti, gli sciiti e gli yazidi.

### Armeni
Gli armeni cristiani erano una minoranza nel khanato, con una popolazione che arrivava al 20% del totale, e non costituivano la maggioranza in nessuno dei distretti presenti. La maggioranza della popolazione armena, circa l'80%, era concentrata nei distretti di Kirk-Bulagh, Karbi-Basar, Surmalu e Sardarabad. Così come altre minoranze dell'Asia occidentale, essi vivevano in prossimità dei propri centri religiosi e amministrativi, e solo pochi armeni risiedevano nella capitale provinciale, Erivan, mentre addirittura nessun armeno era stato censito nei distretti di Sharur e di Sa'dlu.
Una tale mancanza di armeni nella regione era dovuta a diversi eventi. Fino a metà del quattordicesimo secolo, infatti, gli armeni avevano costituito la maggior parte della popolazione dell'Armenia orientale ma, vicino alla fine dello stesso secolo, dopo le campagne di Tamerlano, quella islamica era divenuta la fede dominante e la popolazione armena era stata ridotta a essere una minoranza nella regione.
Uno degli ultimi eventi fu poi la deportazione di una gran parte della popolazione armena da parte dello scià ʿAbbās I il Grande, con la rimozione, nel 1605, di 250.000 armeni dalla regione. In seguito, per ripopolare la regione di frontiera del suo regno, lo scià ʿAbbās II di Persia (1642-1666) permise alla tribù turca dei Kangarlu di trasferirvisi. Quando poi lo scià Nadir Shah (1736-1747), instaurٍ un regime fiscale particolarmente vessante per gli armeni, a cui imposte anche altre restrizioni, molti di questi emigrarono, in modo particolare in India.
Sebbene sia i mussulmani che gli armeni praticassero diversi mestieri, erano gli armeni che dominavano il commercio e le varie professioni nel khanato, ed erano quindi essi ad essere più economicamente importanti per l'amministrazione iraniana. Sebbene gli armeni simpatizzassero per i cristiani russi, questi gli erano, nel complesso, indifferenti, un esempio di questo puٍ essere visto nell'assedio di Erevan del 1808 lanciato dai russi contro i persiani, in occasione del quale gli armeni mostrarono una generale neutralità.

#### Parziale autonomia armena
Gli armeni presenti nel territorio del khanato vivevano sotto la diretta giurisdizione del melik di Erivan, che aveva il diritto di governarli con l'autorizzazione dello scià. L'inizio del melikato di Erivan sembra esserci stato solo dopo la fine dell'ultima guerra ottomano-safavide, combattuta dal 1623 al 1639, e sembra essere stato parte di una completa riorganizzazione amministrativa dell'Armenia Iraniana seguente a un lungo periodo di guerre e invasioni. Il primo membro conosciuto della famiglia governante fu un certo Melik Gilan ma il primo sicuro detentore del titolo di "melik di Erivan" fu Melik Aghamal, e potrebbe essere proprio da lui che il governatore iniziò a essere indicato con il titolo di melik. Uno dei suoi successori, Melik-Hakob-Jan, assistette all'incoronazione di Nadir Shah nel 1736.
Al di sotto del melik di Erivan c'era poi un certo numero di melik, ognuno dei quali controllava uno dei mahall abitati dagli armeni. Gli stessi melik di Erivan, in particolar modo l'ultimo di essi, Melik Sahak II, furono tra i più influenti e importanti personaggi del khanato, e sia i cristiani che i mussulmani cercavano di ottenere la loro protezione e la loro intercessione. Secondi in importanza solo allo stesso khan, essi erano i soli tra gli armeni di Erivan a poter indossare il vestito di un iraniano di rango. Il melik di Erivan aveva piena autorità amministrativa, legislativa e giuridica sugli armeni, fino alla pena di morte, che poteva essere inflitta solo dal khan. Il melik esercitava anche una funzione militare, in quanto comandante dei contingenti di fanteria armena facenti parte dell'esercito del khan. Tutti gli altri melik e i vari capi villaggio erano subordinati al khan di Erivan e tutti i villaggi armeni del khanato erano tenuti a pagargli una tassa.

## Lista di khan
- 1736-40 Tahmasp II
- 1740-47 Nadir Shah
- 1745-48 Mehdi-Khan Qasemlu
- 1748-50 Hasan Ali-khan
- 1750-80 Hoseyn Ali Khan
- 1752-55 Khalil Khan
- 1755-62 Hasan Ali Khan Qajar
- 1762-83 Hoseyn Ali Khan

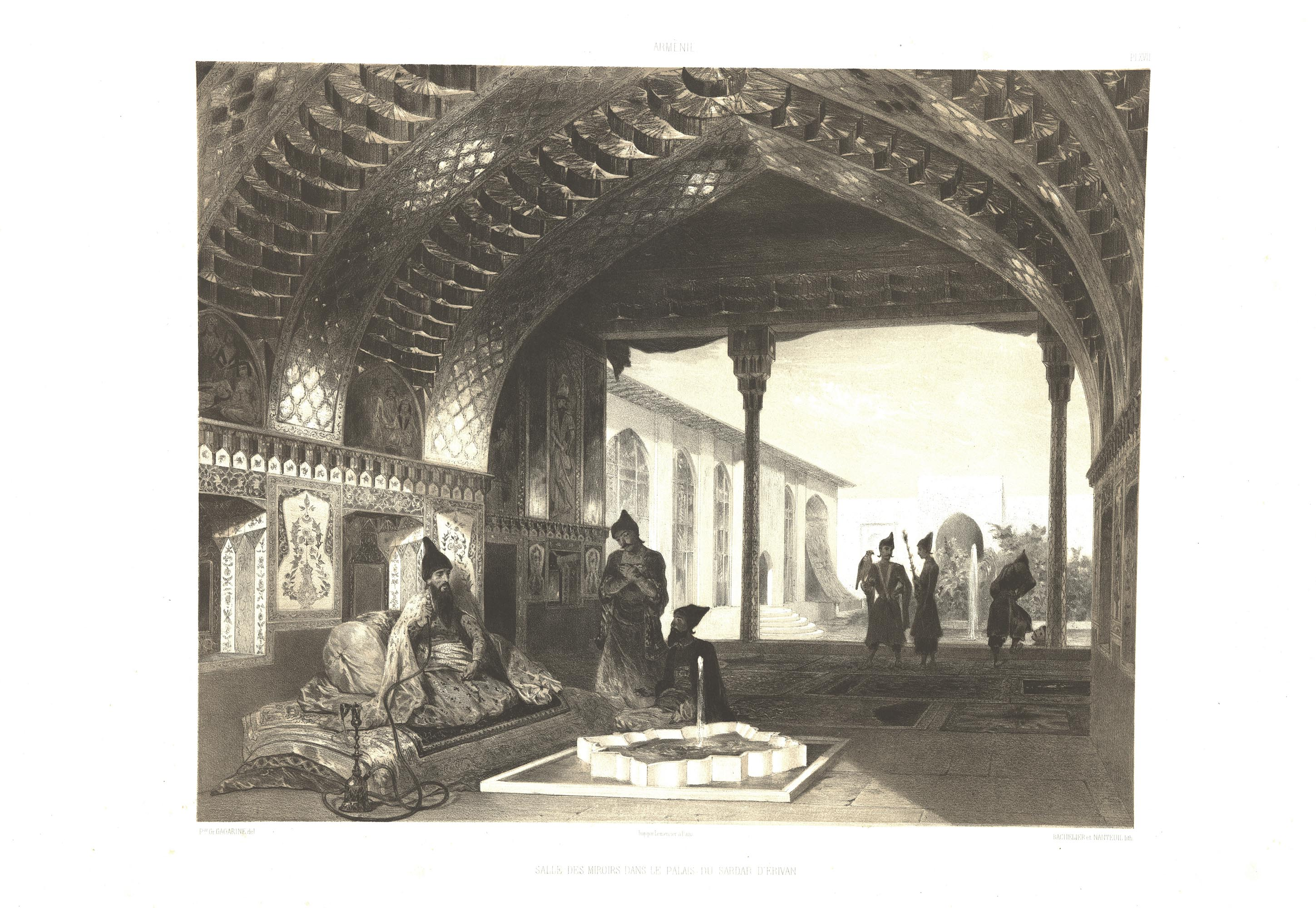
Il palazzo dei khan di Erivan, in un dipinto di inizio Ottocento.

- 1783-84 Gholam Ali (figlio di Hasan Ali)
- 1784-1804 Mohammad Khan
- 1804-06 Mehdi-Qoli Khan
- 1806-07 Mohammad Khan Maragai
- 1807-28 Hossein Qoli Khan Qajar